# Spaniens grundlag
Spaniens grundlag (spanska: Constitución española), officiellt Spaniens grundlag från 1978 (spanska: Constitución española de 1978), är Spaniens författning sedan år 1978. Den antogs efter den konstitutionella folkomröstningen 1978 och ersatte Francotidens Rikets grundlag (Leyes Fundamentales del Reino).
Enligt den nya författningen är Spanien en konstitutionell monarki, med en monark som statschef och en statsminister som regeringschef, vars befogenheter regleras av grundlagen. Den lagstiftande makten utövas av Parlamentet (Cortes Generales), som består av två kammare: underhuset Kongressen (Congreso de los Diputados) och överhuset Spaniens senat (Senado de España). Den dömande makten utövas av domstolar och domare i kungens namn. Dess högsta organ är Consejo General del Poder Judicial.